# Paratrechina dugasi
Paratrechina dugasi är en myrart som först beskrevs av Auguste-Henri Forel 1911.  Paratrechina dugasi ingår i släktet Paratrechina och familjen myror. Inga underarter finns listade i Catalogue of Life.